# أبيغيل مارتن (لاعبة جمباز)
أبيغيل "آبي" مارتن (من مواليد 19 أبريل 2008 في باينتون، إنجلترا) هي لاعبة جمباز فني بريطانية مثلت بريطانيا العظمى في دورة الألعاب الأولمبية الصيفية 2024 وبطولة العالم للجمباز الفني للناشئين 2023.

## مسيرتها الرياضية

### الجمباز للناشئين
تنافست مارتن في بطولة كأس دي تي بي تحدي الفرق لعام 2022 في شتوتغارت حيث ساعدت الفريق البريطاني على المركز السادس. فرديًا، احتلت المركز الخامس في تمارين الأرضية.  تنافست في مهرجان الشباب الأوروبي الأوليمبي لعام 2022 حيث ساعدت بريطانيا العظمى على احتلال المركز السادس. في الشهر التالي، تنافست مارتن في بطولة أوروبا حيث ساعدت بريطانيا العظمى على احتلال المركز الرابع. فرديًا، احتلت المركز السادس في الجمباز الشامل.
تنافست مارتن في بطولة العالم للناشئين لعام 2023 حيث ساعدت الفريق البريطاني على احتلال المركز الرابع. فرديًا، احتلت المركز الخامس في الجمباز الشامل وعلى القفز والرابعة في حركات الأرضية.

### الجمباز للكبار
.أصبحت مارتن مؤهلة للمسابقة للكبار في عام 2024. في بطولة بريطانيا، احتلت المركز الثالث في كل شيء خلف أوندين أشامبونج وروبي إيفانز. في وقت مبكر من العام، تنافست في كأس العالم في كوتبوس وكأس التحدي العالمي في أوسييك. تأهلت إلى نهائيات القفز وحركات الأرضية في كلتا المسابقتين؛ فازت بالميدالية البرونزية في التمارين الأرضية في أوسييك.
تم تسمية مارتن في الأصل كلاعبة احتياطية لفريق بطولة أوروبا؛ ومع ذلك انسحب أتشامبونج لاحقًا بسبب تمزق الرباط الصليبي الأمامي وتمت إضافة مارتن إلى الفريق. أثناء وجودها هناك، ساعدت الفريق البريطاني على احتلال المركز الثاني خلف فريق إيطاليا. على المستوى منافسات الفردي تأهلت إلى نهائي التمارين الأرضية حيث احتلت المركز السابع.
في يونيو، تم اختيار مارتن لتمثيل بريطانيا العظمى في دورة الألعاب الأولمبية الصيفية 2024 إلى جانب بيكي دوني، وروبي إيفانز، وجورجيا-ماي فينتون، وأليس كينسلا. أثناء التصفيات في الألعاب الأولمبية، ساعدت مارتن بريطانيا العظمى في التأهل إلى نهائي الفرق خلالها تنافست مارتن في حركات الأرضية وسجلت 13.466 نحو تمركز الفريق البريطاني للمركز الرابع.